# Cantonul Bellencombre
Cantonul Bellencombre este un canton din arondismentul Dieppe, departamentul Seine-Maritime, regiunea Haute-Normandie, Franța.

## Comune
| Comune             | Populație (1999) | Cod poștal | Cod INSEE |
| ------------------ | ---------------- | ---------- | --------- |
| Ardouval           | 173              | 76680      | 76024     |
| Beaumont-le-Hareng | 190              | 76850      | 76062     |
| Bellencombre       | 662              | 76680      | 76070     |
| Bosc-le-Hard       | 1 410            | 76850      | 76125     |
| Cottévrard         | 339              | 76850      | 76188     |
| Cressy             | 222              | 76720      | 76191     |
| La Crique          | 288              | 76850      | 76193     |
| Cropus             | 214              | 76720      | 76204     |
| Les Grandes-Ventes | 1 814            | 76950      | 76321     |
| Grigneuseville     | 327              | 76850      | 76328     |
| Mesnil-Follemprise | 123              | 76660      | 76430     |
| Pommeréval         | 289              | 76680      | 76506     |
| Rosay              | 252              | 76680      | 76538     |
| Saint-Hellier      | 419              | 76680      | 76588     |
| Sévis              | 283              | 76850      | 76674     |